# Warlords Battlecry II
Warlords Battlecry II — стратегия в реальном времени с ролевыми элементами, разработанная SSG. Продолжение игры Warlords Battlecry. Игра вышла 12 марта 2002. Игровой процесс заключается в строительстве зданий и создании юнитов для уничтожения врага, а также выполнении героем дополнительных заданий (квестов).
Действие игры происходит на континенте Этерия. В кампании игрок должен взять под свой контроль одну из двенадцати рас и захватить все 67 регионов Этерии. В самой игре игрок выполняет роль героя, которого он создал. Для игры доступно 12 различных рас, у каждой из которой есть собственный тип героя, уникальные строения и зависимости от ресурсов.
Игра была хорошо встречена критиками и игроками, со средним баллом в 82 из 100 на Metacritic. Warlords Battlecry III, сиквел к этой игре, вышел в 2004.

## Игровой процесс
Как и во многих стратегиях реального времени, главная цель Warlords Battlecry II — строительство базы и армии для уничтожения противников. В большинстве случаев игра завершается, когда все враги уничтожены, если не имеются другие условия победы. На строительства большинства зданий и юнитов тратятся ресурсы, но некоторые здания и юниты могут быть призваны.
В игре присутствуют некоторые ролевые элементы, включая повышение уровня персонажа и выполнение квестов. В дополнение к юнитам игрок контролирует героя, который создается перед игрой. Герой это уникальный юнит, который может строить здания, кастовать заклинания и выполнять квесты. В зависимости от исхода битвы герой получает очки опыта и повышает уровень.
Играть можно в кампанию или отдельные сценарии. Кампания нелинейная, цель которой — захватить континент Этерия. В сценарии можно играть против компьютера и других игроков.

## Оценки и награды
| Сводный рейтинг | Сводный рейтинг |
| Агрегатор       | Оценка          |
| --------------- | --------------- |
| GameRankings    | 82,75 %         |

Согласно официальному сайту, игра получила три награды «выбор редакции»: от PC Gamer US, Computer Gaming World и Computer Games Magazines.